# Amphistemon humbertii
Amphistemon humbertii är en måreväxtart som beskrevs av Groeninckx. Amphistemon humbertii ingår i släktet Amphistemon och familjen måreväxter. Inga underarter finns listade i Catalogue of Life.